# Jenny McCarthy

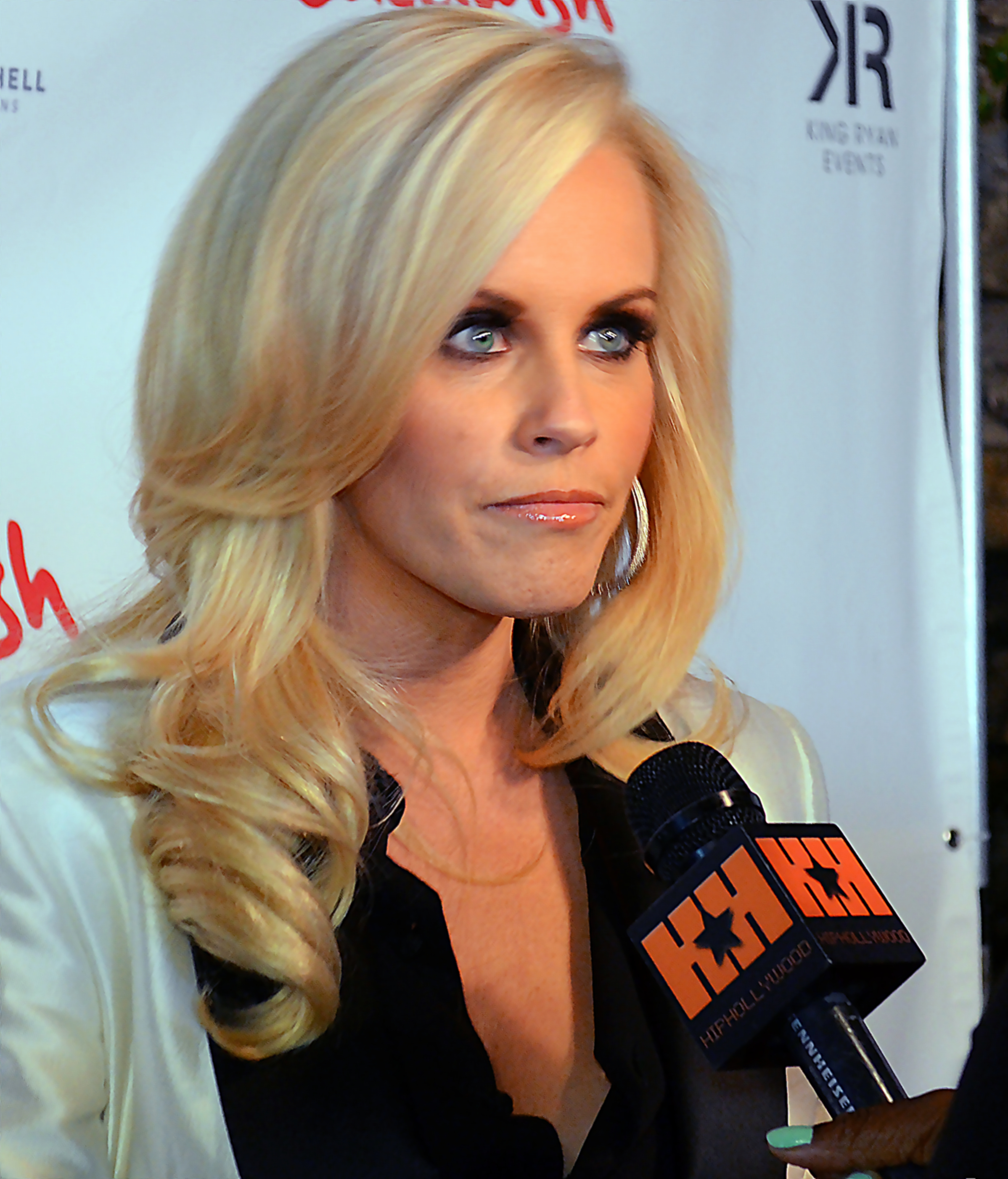
Jenny McCarthy (2012)

Jennifer „Jenny“ McCarthy (* 1. November 1972 in Chicago, Illinois) ist eine US-amerikanische Schauspielerin, Model und Moderatorin.

## Leben
1992 studierte McCarthy Krankenpflege an der Southern Illinois University. Um Geld für das College zu verdienen, sandte sie ein Foto an das Männermagazin Playboy. Im Oktober 1993 erschien eine Fotostrecke, und 1994 wurde sie zum Playmate des Jahres gewählt. Der Erfolg als Model hatte zur Folge, dass sie das College verließ und nach Los Angeles zog, um sich an einer Karriere im Showbusiness zu versuchen. 1995 wurde sie von MTV angestellt, um die Serie Singled Out zu moderieren.
Sie hatte zwei eigene Fernsehserien The Jenny McCarthy Show und Jenny, eine Sitcom. Sie spielte zudem in mehreren Filmen mit, meistens in kleineren Nebenrollen, beispielsweise in Scary Movie 3 und im Tierhorrorschocker Python – Lautlos kommt der Tod.

In Deutschland wurde sie hauptsächlich durch ihre Rolle als Courtney Leopold in der Serie Two and a Half Men bekannt, in der sie über mehrere Folgen hinweg die in mehreren US-Staaten gesuchte Männer ausnehmende Betrügerin Sylvia Fishman spielt, die, wie Charlie sagt, das weibliche Gegenstück seines Lebensstils ist.
Des Weiteren ist sie Autorin des Buches Jen-X aus dem Jahr 1997, einer Autobiographie, und von Belly Laughs: The Naked Truth About Pregnancy and Childbirth aus dem Jahr 2004.
Sie schrieb und spielte in dem Film Dirty Love, der seine Premiere 2005 auf dem Sundance Film Festival hatte. 2005 moderierte sie eine Show bei E! Entertainment Television mit dem Titel Party at the Palms. Die Reality-Show wurde im Hotel Palms in Las Vegas gedreht. 2010 beschrieb sie sich „als die Taylor Swift des Verlagswesens“. Dies begründete sie mit der Aussage, genau wie Swift ihr Liebesleben in ihren Büchern zu verarbeiten; Swift würde dasselbe in ihren Songs tun. Zuletzt veröffentlichte McCarthy das Buch Love, Lust and Faking it.

### Privates

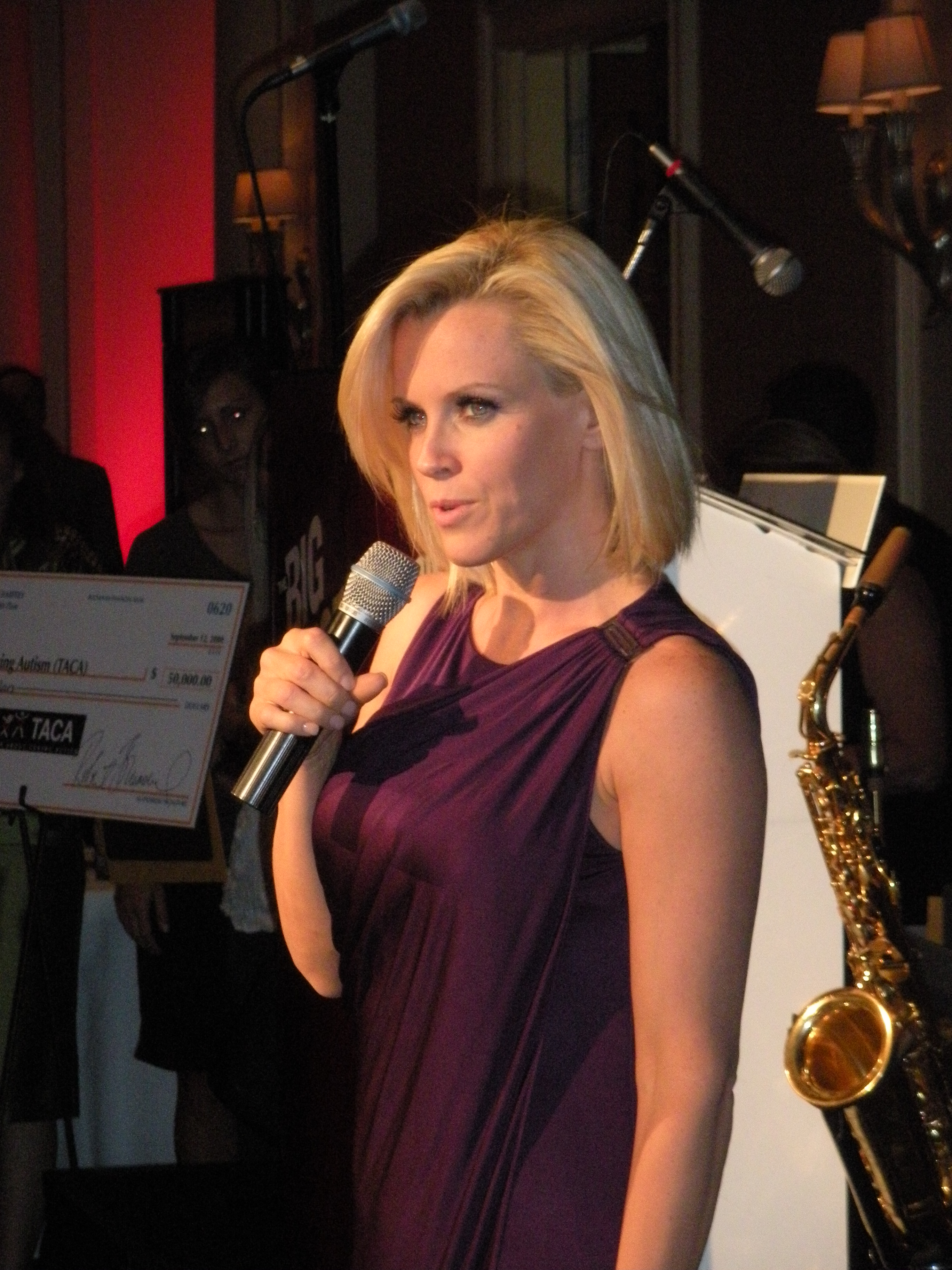
Jenny McCarthy (2008)

McCarthy hatte eine Beziehung mit ihrem Manager Ray Manzella. 1999 heiratete sie John Mallory Asher. Das Paar hat einen nach eigenen Angaben autistischen Sohn (Evan Joseph Asher), der 2002 geboren wurde. Im August 2005 ließ sich das Paar scheiden. Von Dezember 2005 bis März 2010 hatte McCarthy eine Beziehung mit dem Schauspieler Jim Carrey. Ende August 2014 heiratete sie nach einem Jahr Beziehung den New-Kids-on-the-Block-Sänger Donnie Wahlberg.
McCarthy ist als Impfgegnerin aktiv und vertritt die wissenschaftlich widerlegte Behauptung, dass ein Zusammenhang zwischen Impfungen im Kindesalter und Autismus bestehe. 2007 veröffentlichte sie Louder Than Words: A Mother’s Journey In Healing Autism, ein Buch über das Leben mit ihrem behinderten Sohn. Gemeinsam mit Carrey unterstützt sie die umstrittene Organisation Generation Rescue, die die Heilbarkeit autistischer Störungen verspricht.
Sie ist die Cousine der Schauspielerin Melissa McCarthy.

## Filmografie (Auswahl)
- 1995: Das Leben nach dem Tod in Denver (Things to Do in Denver When You’re Dead)
- 1996: Eine Familie zum Kotzen (The Stupids)
- 1996: Baywatch – Die Rettungsschwimmer von Malibu (Baywatch, Episode 7x06 als sie selbst und Episode 6x16)
- 1998: Die Sportskanonen (BASEketball)
- 1999: Diamonds
- 1999: Hör mal, wer da hämmert (Home Improvement, Episode 8x17)
- 2000: Python – Lautlos kommt der Tod
- 2000: Scream 3
- 2001: Arnie Allmächtig (Thank Heaven)
- 2003: Scary Movie 3
- 2003: Charmed – Zauberhafte Hexen (Charmed, Episode 6x04)
- 2005: Dirty Love
- 2006: Santa Baby
- 2006: Rache ist sexy (John Tucker Must Die)
- 2006: My Name Is Earl (Episode 2x07)
- 2007–2011: Two and a Half Men (7 Episoden)
- 2008: Command & Conquer: Alarmstufe Rot 3 (Red Alert 3)
- 2008: In the Motherhood
- 2008: Beschützer wider Willen (Witless Protection)
- 2008: Wieners
- 2009: Chuck
- 2009: Santa Baby 2 (Santa Baby 2: Christmas Maybe, Fernsehfilm)
- seit 2019: The Masked Singer (Jurorin)

## Auszeichnungen und Nominierungen
- 1999: Goldene-Himbeere-Nominierung für Die Sportskanonen
- 2006: Goldene Himbeere für Dirty Love
- 2007: Goldene-Himbeere-Nominierung für Rache ist sexy
- 2008: Pigasus Award für „okkulte und pseudowissenschaftliche Aussagen“
- 2009: Goldene-Himbeere-Nominierung für Beschützer wider Willen